# FNS番組対抗NG大賞
FNS番組対抗NG大賞（エフエヌエスばんぐみたいこうエヌジーたいしょう）は、1986年から2000年までの15年間、断続的に放送していたフジテレビ系列のNG場面を集めた番組の総称。
サブ司会は各フジテレビ系列の女性アナウンサー。

## 経緯
1986年11月25日の『おはよう!ナイスデイ』放送中に臨時ニュースが入り、司会の桑原征平（当時・関西テレビアナウンサー）が、報道センターの露木茂（当時・フジテレビアナウンサー）に「フジテレビの報道デスクさん。」と呼びかけた。映像が報道センターに切り替わると、連絡ミスからか、桑原の音声が届いていなかったためスタッフと談笑し大笑いしている露木の姿が映し出された。すぐさまスタジオの映像に戻され、桑原らが必死のフォローを行った後再び露木に呼びかけると、何事もなかったように露木がニュースを伝えるという出来事があった。「これを別の形で放送できないものか」と考えられたのが、この番組である。
それまでNGはプロとしての恥であり、給与査定や人事、出演オファーなどに関わるものであったが、当番組以降、NGを逆手にとって、視聴者のためのサービスとして提供するようになり、出演者もNG発生後に様々なフォローや突っ込みをすることで場の雰囲気を和ませたり、あるいは笑いに変えたりするようになっていった。また、それまで業界用語であった「NG」（失敗などを意味する「NO GOOD」の略）という言葉を一般的に広める功績を残した。
なお、日本のテレビで初めて放送されたNG集は、1979年に日本テレビで放送された『番組対抗かくし芸大会』に出演した『西遊記』チームの出し物だと言われている。その後、ドラマ『翔んだカップル』（1980年10月〜1981年4月）では、番組の最後に、当時は全くの業界用語であったNGという言葉をそのまま使い“NG集”として毎週2〜3個のNGを放送していた。
NG専門番組としては『世界のドッキリNG大全集』（1985年3月〜1989年6月）が嚆矢であり、フジテレビにおいては、『オールスター ザ・NG大賞!今でも恥ずかしいザンゲ録』（1985年7月）、『所さんのオールスターNG大賞・あのはずかしい大失敗初公開』（1986年6月）を経て、『FNS番組対抗NG大賞』（1986年10月〜）に発展した。

## 概要
改編期にあたる毎年4月、10月に、過去半年間に放送された番組（ドラマ、バラエティ、報道、情報、スポーツ、FNSネット局放送）から面白度、ハプニング度の高いNGシーンや舞台裏、生放送でのハプニングシーンなどを集め、その中から大賞を決めた。また、年末に1年間のNG総集編を放送していた（1997年秋・1998年秋・1999年秋はFNSネット局は放送がされなかった）。
OKとNGの両シーンを比較しながら放送する手法や、テロップにエフェクトをつけて感情を表す演出、そして『プロ野球ニュース』や『プロ野球珍プレー・好プレー大賞』で実績を持つみのもんたによる軽妙なナレーションが売りとなっていた。

## 第1期
『FNS番組対抗名珍場面傑作NG大賞』として、1986年〜1988年にかけて5回（他に総集編1回）放送。

### 主な出演者

#### 司会
- 愛川欽也
- 寺田理恵子（当時・フジテレビアナウンサー）

#### 審査員
- 第1回

寺島純子（審査委員長）、畑正憲、山田邦子、鳥居かほり、岡本太郎
- 第2回

寺島純子（審査委員長）
- 第3回

寺島純子（審査委員長）、武田鉄矢、市毛良枝、山田邦子、田代まさし
- 第4回

寺島純子（審査委員長）、武田鉄矢、山田邦子、沢口靖子、神田正輝、露木茂
- 第5回

寺島純子（審査委員長）、和田勉、斉藤由貴、山田邦子、ガッツ石松、露木茂（当時・フジテレビアナウンサー）

#### ナレーション
- みのもんた

### 放送日・NG名珍場面大賞歴代グランプリ
| 回     | 実施時期 | 放送日時                                                         | 受賞番組等（放送期間）                           | 受賞者                         | 視聴率 |
| ------ | -------- | ---------------------------------------------------------------- | ------------------------------------------------ | ------------------------------ | ------ |
| 1      | 1986年秋 | 1986年10月14日（火） 19:00 - 20:54（『火曜ワイドスペシャル』枠） | - 『梅宮辰夫のくいしん坊!万才』                  | 梅宮辰夫                       | **.*%  |
| 2      | 1987年春 | 1987年4月5日（日） 19:00 - 20:54                                 | - 『なるほど!ザ・ワールド』                      | 益田由美                       | **.*%  |
| 3      | 1987年秋 | 1987年10月6日（火） 19:00 - 20:54（『火曜ワイドスペシャル』枠）  | - ドラマ『キスより簡単』(1987年5月 - 7月)        | 国生さゆり、本木雅弘           | **.*%  |
| 4      | 1988年春 | 1988年4月3日（日） 19:00 - 20:54                                 | - ドラマ『君の瞳をタイホする!』(1988年1月 - 3月) | 陣内孝則、浅野ゆう子、工藤静香 | **.*%  |
| 5      | 1988年秋 | 1988年10月9日（日） 19:00 - 20:54                                | - ドラマ『教師びんびん物語』(1988年4月 - 6月)    | 田原俊彦                       | **.*%  |
| 総集編 | 1988年冬 | 1988年12月26日（日） 19:00 - 20:54                               | - ドラマ『君が嘘をついた』（1988年10月 - 12月）  | 三上博史                       | **.*%  |

## 第2期
『FNS番組対抗NG名珍場面大賞』として1989年から2000年にかけて放送。春と秋の改編期に放送されたものでは、半年間のNGシーンから大賞を決め、出演者またはネット局アナウンサーにトロフィーと賞金を授与、"ビクトリーロード"と呼ばれる特別に装飾された階段を上り特別席に座らせた。1999年12月26日（この回は新作のNGはなく、過去14年間の傑作NG集だった）に本番組は終了したが、2000年12月28日に一度だけ今までのNGからの傑作集として復活した。
また、その他にも2001年10月9日の『夜なのに!?めざましテレビ!!秋のとれたて超人気番組NG&爆笑ニュース（秘）映像てんこ盛りSP』の1コーナーとして本番組が一度だけ復活した。
司会
- 愛川欽也（2000年末の傑作集には出演しなかった）
- 長野智子、有賀さつき、八木亜希子、小島奈津子、藤村さおり（以下アナウンサー）
- 今田耕司（1994年末 - 2000年）
- 東野幸治（1994年末 - 2000年）

審査員
- 神田正輝
- 萬田久子
- 笑福亭鶴瓶
- 武田鉄矢
- 露木茂

　他
ナレーション
- みのもんた

放送日・NG名珍場面大賞歴代グランプリ
- 第6回（1989年4月2日放送） - ドラマ『あなたが欲しい - I WANT YOU -』(1989年1月 - 3月)
- 第7回（1989年10月8日放送） - ドラマ『ハートに火をつけて!』(1989年4月 - 6月)
- 総集編（1989年12月30日放送）
- 第8回（1990年4月8日放送） - ドラマ『愛しあってるかい!スペシャル』(1990年4月4日)
- 第9回（1990年10月7日放送） - ドラマ『パパ!かっこつかないゼ』(1990年7月 - 9月)
- 総集編（1990年12月30日放送）
- 第10回（1991年4月7日放送） - ドラマ『結婚の理想と現実』(1991年1月 - 3月)
- 第11回（1991年10月6日放送） - ドラマ『101回目のプロポーズ』(1991年7月 - 9月)
- 総集編（1991年12月29日放送）
- 第12回（1992年4月5日放送） - ドラマ『しあわせの決断 』(1992年1月 - 3月)
- 第13回（1992年10月11日放送） - バラエティ『ウッチャンナンチャンのやるならやらねば!』
- 総集編（1992年12月30日放送）
- 第14回（1993年4月4日放送） - ドラマ『お願いダーリン!』(1993年2月 - 3月)
- 第15回（1993年10月3日放送） -
- 総集編（1993年12月30日放送）
- 第16回（1994年4月3日放送） - ドラマ『陽のあたる場所』(1994年1月 - 3月)
- 第17回（1994年10月9日放送） - ドラマ『お金がない!』(1994年7月 - 9月)
- 総集編（1994年12月30日放送）
- 第18回（1995年4月2日放送） - ドラマ『For You』（1995年1月 - 3月）
- 第19回（1995年10月8日放送）-
- 総集編（1995年12月30日放送）
- 第20回（1996年3月24日放送）-
- 第21回（1996年10月8日放送）-
- 総集編（1996年12月30日放送）
- 第22回（1997年3月30日放送） -
- 第23回（1997年9月29日放送） - ドラマ『ひとつ屋根の下2』（1997年4月 - 6月）
- 総集編（1997年12月29日放送）
- 第24回（1998年3月29日放送） -
- 第25回（1998年10月11日放送）- ドラマ『ショムニ』（1998年4月 - 6月）
- 総集編（1998年12月25日放送）
- 第26回（1999年4月3日放送）-
- 第27回（1999年10月10日放送）-
- 総集編（最終回）（1999年12月26日放送）
- 特別編（2000年12月28日放送）

スタッフ
- 企画：宅間秋史（90年総集編、第10回）、清水賢治（90年総集編、第10回 - 、94年総集編）、立川善久（90年総集編、第10回）、金田耕司（93年総集編、第16回、第17回、94年総集編、第18回、第23回）、平野毅（93年総集編、第16回）、西本泰子（第17回、94年総集編、第18回）
- 構成：玉井洌（90年総集編まで） → 玉井貴代志（第10回 - ）
- プロデュース：大黒章弘（90年総集編、第10回）、星田良子（90年総集編、第10回）
- 技術プロデューサー：佐々木俊幸、山口武彦
- TD：菅原一夫（90年総集編、第10回）、島本健司（93年総集編、第16回、第18回）、小菅武（第17回）、磯崎守隆（94年総集編、第23回）
- CAM：木村祐一郎（90年総集編、93年総集編、94年総集編）、礒崎守隆（第10回、第16回）、花島和弘（第18回）、浅野仙夫（第23回）
- VE：下山一仁（90年総集編、第10回）、青田保夫（93年総集編）、鈴木康公（第16回、第17回）、植木康弘（94年総集編）、田畑司（第18回）、吉川博文（第23回）
- VTR：小野寺慎一（第18回）、渡部営（第23回）
- AUD：倉上宏之（90年総集編、第17回、94年総集編、第18回、第23回）、井沢弘（第10回）、国沢藤一（93年総集編）、仙田俊一（第16回）
- LD：的場謙一（90年総集編）、浅田和男（第10回）、田頭祐介（93年総集編、第16回）、藤井友之（第17回、94年総集編、第18回、第23回）
- PA：新井隆男（第18回）
- ENG取材：共同テレビ取材技術（第10回）
- ロケCAM：宮本肇（90年総集編）
- 美術プロデュース：永本允（90年総集編、第10回）、山田茂夫（93年総集編、第16回、第17回、94年総集編、第18回）、松沢由之（第23回）
- デザイン：根本研二
- 美術進行：藤野栄治（90年総集編）、小野秀樹（第10回）、足立和彦（93年総集編）、船場文雄（第16回、第17回）、楫野淳司（94年総集編）、古賀飛（第18回、第23回）
- 大道具：内田幸男（90年総集編、第10回）、福本知弘（93年総集編、第16回、第17回、94年総集編、第18回、第23回）
- 装飾：大成朋子（90年総集編、93年総集編、94年総集編）、田原真二（第16回）、大橋軍次（第17回）、松岡本康（第18回）、村木隆（第23回）
- 衣裳：萱田宣弘（第16回、94年総集編）、橋本友治（第17回）、望月俊展（第18回）
- メイク：矢野幸（90年総集編）、工藤美加子（第10回）、井出奈津子（第16回）、平内満喜子（第17回）、柴田利恵（94年総集編、第18回）、中谷しのぶ（第23回）
- 視覚効果：津末泰聖（第10回、第16回）、高橋信一（第17回、第23回）、中山信男（94年総集編、第18回）
- 電飾：上床卓史（90年総集編）、渡辺信一（第10回、第17回）、岸和幸（93年総集編、第23回）、宇塚敏明（94年総集編）、井野岡利保（第18回）
- アクリル装飾：平間健一（90年総集編、第10回）、細井純（93年総集編、第17回）、関雅史（第17回）、佐藤久恵（94年総集編）、青木順一（第18回）、塚田直樹（第23回）
- 生花装飾：長崎由利子（90年総集編、第10回、93年総集編、94年総集編、第18回、第23回）
- タイトル：山形憲一
- スタイリスト：佐藤智春（90年総集編）、戸谷重美（93年総集編、第17回、94年総集編、第18回、第23回）
- 編集：深沢佳文（90年総集編、第10回）、田口拓也（90年総集編、93年総集編、第10回、94年総集編、第18回）、鈴木泰史（第18回）、高島延幸（第23回）、山本正明（第23回）
- ライン編集：榊林昭彦（90年総集編、第10回）、原田昌紀（90年総集編）、田巻英揮（93年総集編、第16回、第17回、94年総集編）、小池克己（93年総集編、第16回、第17回、94年総集編、第18回、第23回）、伊藤賢俊（第18回、第23回）
- CG：坂本浩（第16回、第17回）
- タイトル編集：藤原広正
- 整音：石橋透（90年総集編、第10回 - ）、武藤裕子（90年総集編、93年総集編、第10回）、内藤義明（第16回、94年総集編、第18回）、安原嘉兵（第17回、94年総集編、第18回）、中村貴明（第23回）、和光康彦（第23回）
- 選曲効果：志田博英、田中寿一（第18回、第23回）
- 技術協力：バスク、ニューテレス、ウェルアップ、ブル、サンライズアート、渋谷ビデオスタジオ
- 美術制作：フジアール
- スタッフ協力：BMC、共同スタッフ → ベイシス
- 演出補：浅沼美奈子（90年総集編）、山下典子（90年総集編）、佐藤淳子（第10回）、衛藤聡（第10回）、竹内康人（93年総集編、第16回、第18回）、石田恵（第16回）、吉田茂博（第17回）
- アシスタントディレクター：山田健二（94年総集編）、伴大介（94年総集編）、鈴木隆之（第18回）、前田泰一郎（第23回）、小平裕（第23回）
- フロアディレクター：斉藤雅仁（90年総集編）、竹内康人（94年総集編）
- 制作デスク：竹内文子（90年総集編、第10回）、岡崎陽依（93年総集編、第16回 - 第18回、94年総集編）、中村祐子（第23回）
- タイムキーパー：関仁美（90年総集編）、福寿香里（90年総集編、第10回）、浜崎みどり（93年総集編）、小島みゆき（第16回）、水田陽子（第16回、第17回、94年総集編、第18回）
- 広報：中根将好（90年総集編、第10回）、間島秀太（93年総集編）、名須川京子（94年総集編、第18回、第23回）
- ディレクター：星克明、橘内一夫、馬場淳之、松本ただし
- アシスタントプロデューサー：寺田久美子（93年総集編、94年総集編、第23回）
- 演出：黒田徹也（90年総集編、第10回）、星克明（93年総集編、第16回 - ）、橘内一夫（第23回）、馬場淳之（第23回）
- プロデューサー：近藤孝子、船津浩一（船津→90年総集編、第10回）
- 制作協力：共同テレビ
- 制作著作：フジテレビ

## NG大賞終了後のFNSNG特番

### 草彅剛のがんばった大賞
2003年秋から2016年春まで「草彅剛のがんばった大賞」が放送されていた。NG大賞の放送終了から3年ぶりの復活となった。司会は初回から最終回まで草彅剛が務めた。

### FNS番組対抗 オールスター春の祭典 目利き王決定戦
2018年春に放送。がんばった大賞終了から2年ぶりにNG特集が復活した。この番組はNG専門の番組ではなく、春秋の祭典スペシャル内の企画としてNG特集が放送された。番組自体は2017年秋から放送されていたが、NG特集の放送は第2回の2018年春祭のみ。司会は坂上忍とウエンツ瑛士。

### FNSドラマ対抗 お宝映像アワード
2020年秋から放送。2018年春の『FNS番組対抗 オールスター春の祭典』以来2年半ぶりにNG特集が復活。また、2016年春に終了した『草彅剛のがんばった大賞』以来4年半ぶりの単独番組としてのNG特集である。司会は設楽統（バナナマン）。